# Закуска

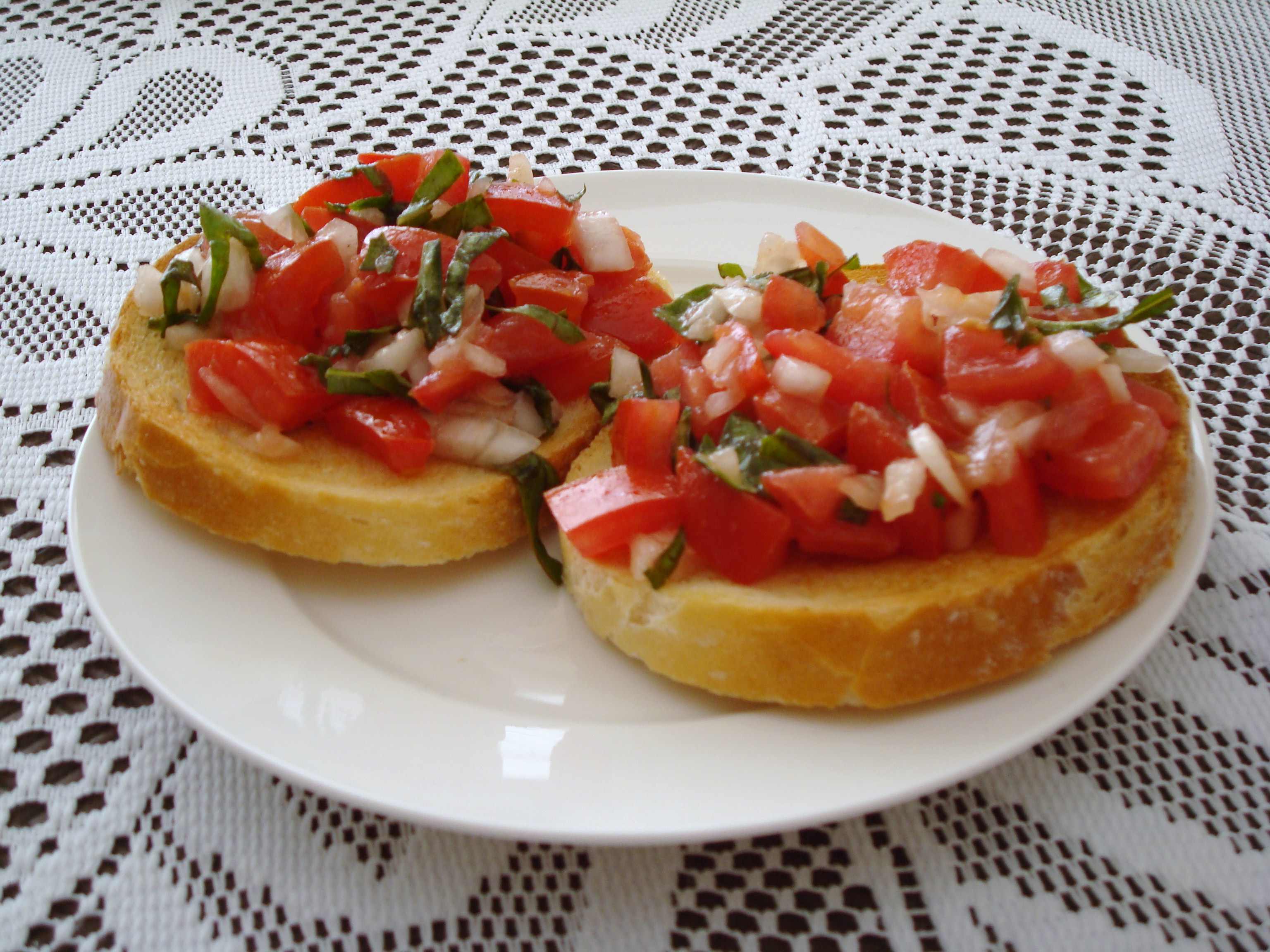
Брускета, італійська закуска

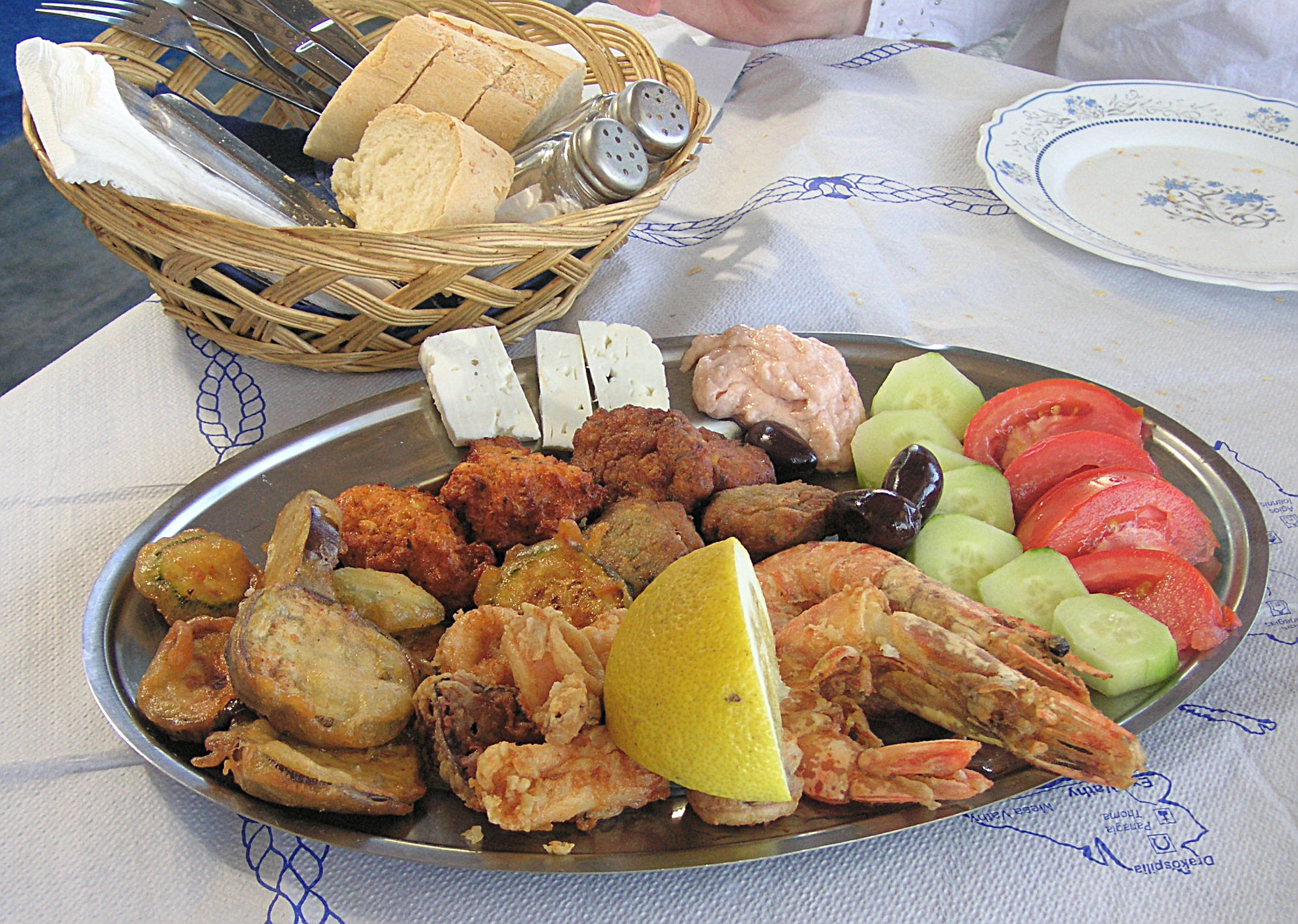
Грецька закуска (мезе)

Заку́ска (у французькій кухні фр. hors d'œuvre, entrée) — їжа, яка подається перед основними стравами. Закуска часто вживається разом зі спиртними напоями (аперитивом). Бувають холодні (ті що не потребують розігріву) й гарячі закуски.
Закуски виготовляють із овочів, фруктів, грибів, м'яса, риби. В українській кухні як закуски популярні солоні або мариновані огірки, квашена капуста, чорна й червона ікра, овочева ікра, салати, шпроти й інші рибні консерви, оселедець, солона риба, солоні гриби. Закускою може також служити нарізка: м'ясна (ковбаса), рибна, сирна тощо.